# دنفر بايل
دنفر بايل (بالإنجليزية: Denver Pyle) هو ممثل أمريكي، ولد في 11 مايو 1920 بمقاطعة كيت كارسون في الولايات المتحدة، وتوفي في 25 ديسمبر 1997 ببربانك في الولايات المتحدة بسبب سرطان الرئة.

## أعمال

### أفلام
- (1960) آلامو
- (1962) الرجل الذي أطلق النار على ليبرتي فالنس
- (1964) خريف قبيلة شايان
- (1965) السباق العظيم
- (1976) بوفانو بيل والهنود[4]

## وصلات خارجية
- دنفر بايل على موقع IMDb (الإنجليزية)
- دنفر بايل على موقع الموسوعة البريطانية (الإنجليزية)
- دنفر بايل على موقع تيرنر كلاسيك موفيز (الإنجليزية)
- دنفر بايل على موقع أول موفي (الإنجليزية)
- دنفر بايل على موقع إن إن دي بي (الإنجليزية)
- دنفر بايل على موقع قاعدة بيانات الفيلم (الإنجليزية)